# Dionisius François Bandel
Dionisius François Bandel, beter bekend als D.F. Bandel (Breda, 23 maart 1877 - Den Haag, 3 december 1958) was een Nederlands kapelmeester, componist en arrangeur.
Hij was zoon van Anna Maria Mathilda Mulders en stafmuzikant Wilhelm Dionisius Bandel. Broer Reinier (1881-1941) was eveneens musicus en militair, maar dan in de Verenigde Staten. D.F. Bandel was in 1897 getrouwd met Dora Klamer en hertrouwde na een echtscheiding met Christina Booij. Zoon Cornelis François uit het eerste huwelijk werd musicus in de Marinierskapel der Koninklijke Marine.
De eerste muzieklessen kreeg hij van zijn vader, die altviolist was in het orkest van het Zesde Regiment Infanterie gelegerd in Breda. Hij was van origine saxofonist. Hij werd in 1905 aangesteld als solosaxofonist bij de Koninklijke Militaire Kapel. In dat orkest promoveerde hij van saxofonist via onderkapelmeester (1915) tot kapelmeester (1926, titulair), ook van het bijbehorende Kleine Symfonieorkest. Zijn pensioen volgde in 1933. Hij kon in de jaren tien ook aan de slag bij de Franse Opera van Paul Bastide. Hij moest daarvoor de altviool onder de knie krijgen, zodat hij in de opera Les Huguenots van Giacomo Meyerbeer de solo in de eerste akte voor zijn rekening kon nemen met een door hemzelf bedachte cadans. In 1922 werd hij benoemd tot kapelmeester van de Harmonieorkesten van de "Nederlandsche Gist- en Spiritusfabriek" en van "Calvé Delft"; functies die hij tot minstens begin jaren vijftig aanhield. Bij die orkesten verzorgde hij ook opleiding; een van zijn leerlingen Jaap Moelker werd klarinettist, saxofonist en altviolist bij het Concertgebouworkest. Bovendien trad hij op als jurylid bij concoursen van de "Nederlandse Federatie van Muziekgezelschappen".
Hij zette ook enige muziek op papier, waaronder achttien marsen, waaronder de officiële Defileermars der Koninklijke Luchtmacht (1952), dat het Orkest Koninklijke Luchtmacht minstens tweemaal op langspeelplaat heeft vastgelegd (onder H.F.W. van Diepenbeek en Lex van Diepen). Hij verzorgde voor de harmonieorkesten talloze arrangementen.
In 1933 bij zijn pensioen ontving hij de gouden eremedaille van de Orde van Oranje-Nassau met de zwaarden. Hij werd opgevolgd door Coenraad Lodewijk Walther Boer.
Zijn tachtigste verjaardag in 1957 was landelijk nieuws. Een jaar later overleed hij, waarbij er opvallend weinig aandacht voor was.
- Virtual International Authority File: 4166289791000460325